# Griechische Minderheit in den Nachfolgestaaten der Sowjetunion

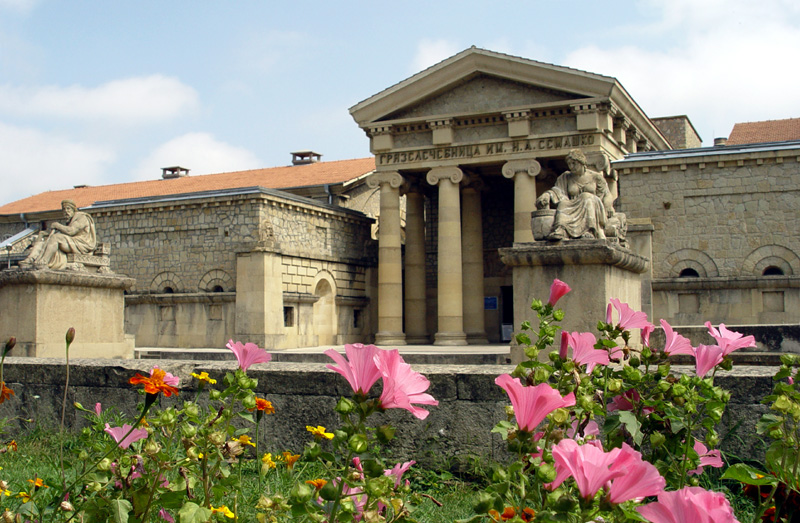
Griechisch geprägte Architektur in Jessentuki

Die griechische Minderheit in Russland und anderen Nachfolgestaaten der Sowjetunion ist eine ethnische Minderheit, die heute aus mehreren hunderttausend griechischstämmigen Menschen besteht. Im Zuge des Zerfalls der Sowjetunion emigrierte ein großer Teil der griechischen Minderheit nach Griechenland und Westeuropa.

## Geschichte

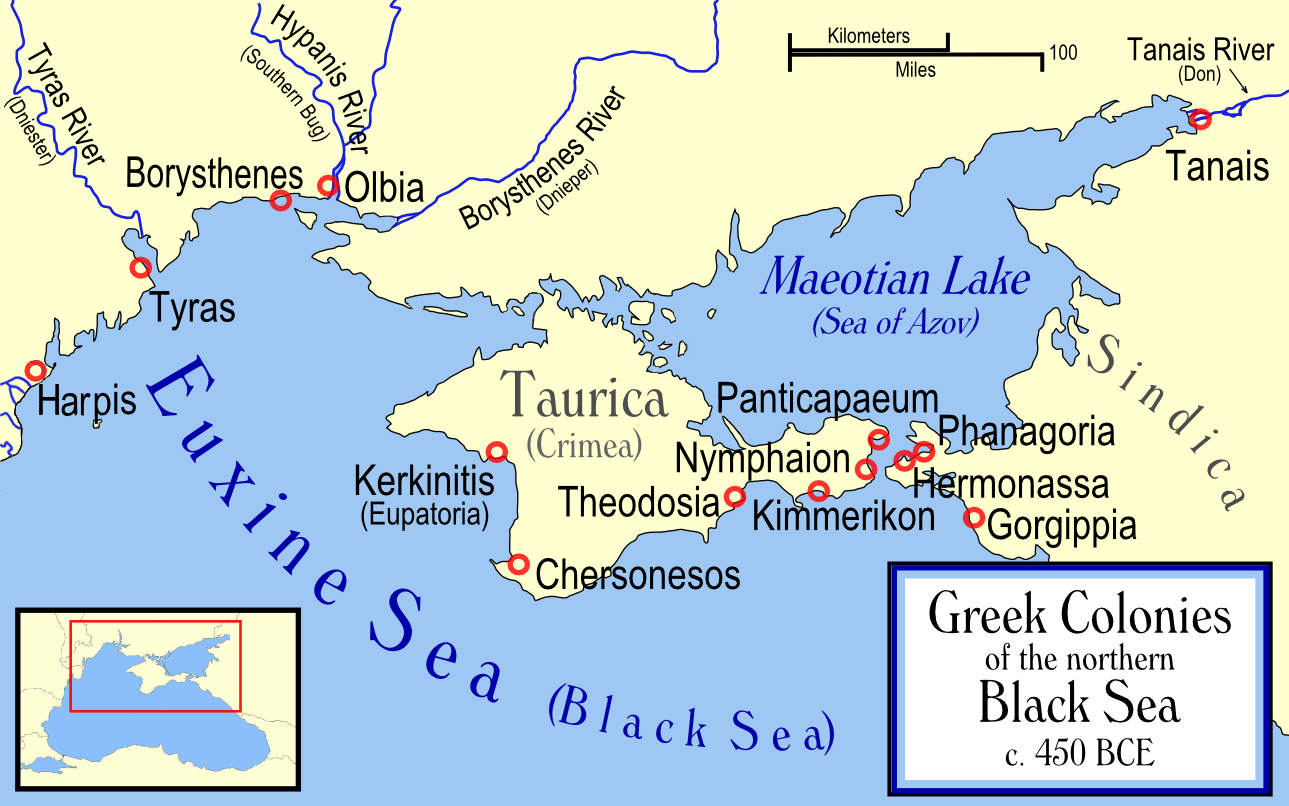
Griechische Kolonien an der nördlichen Schwarzmeerküste, 450 v. Chr.

Die griechische Minderheit in Russland und anderen Nachfolgestaaten der Sowjetunion ist sehr heterogen. Die Pontosgriechen waren zum Teil schon in der Antike, mehr als ein Jahrtausend vor der Staatsgründung Russlands, im Schwarzmeergebiet ansässig. Schon Euripides’ Iphigenie bei den Taurern spielt auf der Krim, auf der es bereits damals griechische Siedlungen gab. Auch Kyrill und Method, die maßgeblich zur Christianisierung der Ostslawen beitrugen, stammten aus Griechenland, die russische Kultur wurde wesentlich auch durch die griechische Kultur geprägt.
Im 18. und 19. Jahrhundert setzte eine signifikante pontische Wanderbewegung aus dem Osmanischen Reich insbesondere nach Russland und die Kaukasusregion ein. In der Folge bildete sich dort gewissermaßen eine zweite pontische Kultur, die selbständig neben jener an der türkischen Schwarzmeerküste existierte und sich entwickelte. Die griechischen Dialekte dieser Gebiete gelten heute als die vitalste Form des Pontischen. 
Bedingt durch die Griechenverfolgungen im Osmanischen Reich 1914–1923 wanderten abermals tausende Griechen nach Russland bzw. in die Sowjetunion ein.
Auch nach dem Ende des Griechischen Bürgerkriegs 1949 setzte noch einmal eine Migrationswelle in Richtung Sowjetunion ein, etwa 10.000 griechische Kommunisten ließen sich in dieser Zeit dort nieder.
In der Sowjetunion wurde die griechische Kultur, wie auch die Kultur vieler anderer Minderheiten, zunächst gefördert, unter Josef Stalin schlug dies ab den 1930er-Jahren allerdings in das Gegenteil um. Viele Griechen fielen den Ethnischen Säuberungen während des Großen Terrors Ende der 1930er-Jahre zum Opfer. Während des Zweiten Weltkriegs und kurz danach wurden hunderttausende Griechen auf dem Gebiet der Sowjetunion nach Zentralasien deportiert. Im Zuge der Entstalinisierung konnten sie jedoch wieder in ihre angestammten Siedlungsgebiete zurückkehren.
Im Laufe der Zeit assimilierte sich ein Großteil der griechischen Minderheit und spricht heute überwiegend Russisch, es gibt aber nach wie vor Teile der Minderheit, die pontisches Griechisch sprechen, ein noch kleinerer Teil, die Urum, ist turkophon.
1989 lebten in Russland 40.000 Sprecher des Pontosgriechischen, darunter jeweils 15.000 in der Region Krasnodar und bei Stawropol. Bereits damals beherrschte der Großteil der griechischen Bevölkerungsgruppen allerdings kein Griechisch mehr.
1988 wurde die griechische Minderheit in der Sowjetunion auf knapp 500.000 geschätzt. Der Großteil von ihnen lebte in Georgien und Abchasien, in den russischen Regionen Stawropol und Krasnodar, in der ukrainischen Oblast Donezk, in Moskau sowie in Kasachstan. Über die ganze Union verteilt gab es mehrere mehrheitlich griechische Siedlungsgebiete. Besonders hervorzuheben ist hierbei die in Georgien gelegene Stadt Zalka sowie deren Umgebung. Dort stellten Griechen bis in die 1990er-Jahre die Bevölkerungsmehrheit.
Seit dem Zerfall der Sowjetunion ist ein großer Teil der Griechischstämmigen aus der gesamten Sowjetunion nach Griechenland und Westeuropa emigriert, insbesondere aus den nicht-russischen Nachfolgestaaten. Viele traditionell griechische Siedlungen im postsowjetischen Raum verloren seitdem ihren griechischen Charakter. Lebten 1989 beispielsweise noch etwa 100.000 Griechen in Georgien, war bis zum Jahr 2002 ihre Zahl auf etwa 15.000 zurückgegangen. Im Gebiet Zalka fiel der Anteil der Griechen von rund 62 % auf 22 % und ist seitdem weiter gefallen. Griechische Bevölkerungsmehrheiten gibt es heute noch in der Nähe der russischen Stadt Jessentuki, speziell um die Ortschaft Sanamer. Einen ähnlichen Trend gab es auch bei den Russlanddeutschen und in geringerem Ausmaß bei der koreanischen Minderheit in den Nachfolgestaaten der Sowjetunion.
Die russische Volkszählung von 2010 ergab knapp 100.000 Griechen in Russland, wobei das griechische Außenministerium von einer bis zu doppelt so hohen Zahl ausgeht. In der Ukraine gaben beim Zensus 2001 etwa 91.500 Personen Griechisch als Nationalität an, wobei auch hier inoffizielle Schätzungen deutlich höher ausfallen. In Kasachstan wurde die Zahl der Griechen 2010 auf knapp 13.000 geschätzt. Auch in Usbekistan gibt es noch eine zirka 6.000 Personen umfassende griechische Minderheit. In Ländern wie Armenien, Aserbaidschan oder Kirgisistan ist die Zahl der dort lebenden Griechen auf inzwischen unter 1.000 Personen gefallen.

## Bekannte Griechischstämmige aus Nachfolgestaaten der Sowjetunion
- Achilles Alferaki, Komponist
- Joannis Avramidis, Bildhauer
- Grigori Bachtschiwandschi, Testpilot
- Jewhen Chatscheridi, Fußballspieler
- Odissei Dimitriadi, Dirigent
- Georgi Grammatikopulo, Fußballspieler
- Vassilis Hatzipanagis, Fußballspieler
- Fjodor Jurtschichin, Kosmonaut
- Iwan Karabyz, Komponist und Dirigent
- Ewklid Kjurdsidis, Schauspieler
- Konstantin Kokkinaki, Testpilot
- Wladimir Kokkinaki, Testpilot
- Archip Kuindschi, Maler
- Sophronius Lichud, Philosoph, Logiker und Rhetoriker
- Lazaros Papadopoulos, Basketballspieler
- Jewstafi Pechlewanidi, Fußballspieler
- Iwan Perestiani, Regisseur
- Witali Polizeimako, Schauspieler
- Wiktor Sarianidi, Prähistoriker
- Dmitri Sinodi-Popow, Maler
- Theophanes der Grieche, Ikonenmaler
- Omari Tetradse, Fußballspieler
- Wladimir Triandafillow, Militärtheoretiker
- Iakovos Tsakalidis, Basketballspieler
- Iwan Varvakis, Adliger
- Georges I. Gurdjieff, Esoteriker und Schriftsteller